# 나라역
나라역(일본어: 奈良駅, ならえき 나라에키[*])은 일본 나라현 나라시에 있는 서일본 여객철도의 역이다.
긴키 닛폰 철도의 나라선 상의 긴테쓰나라역도 나라역이라는 통칭을 사용하지만, 긴테쓰나라역은 JR나라역에서 동쪽으로 직선으로 약 900m 거리에 있다.

## 역 구조

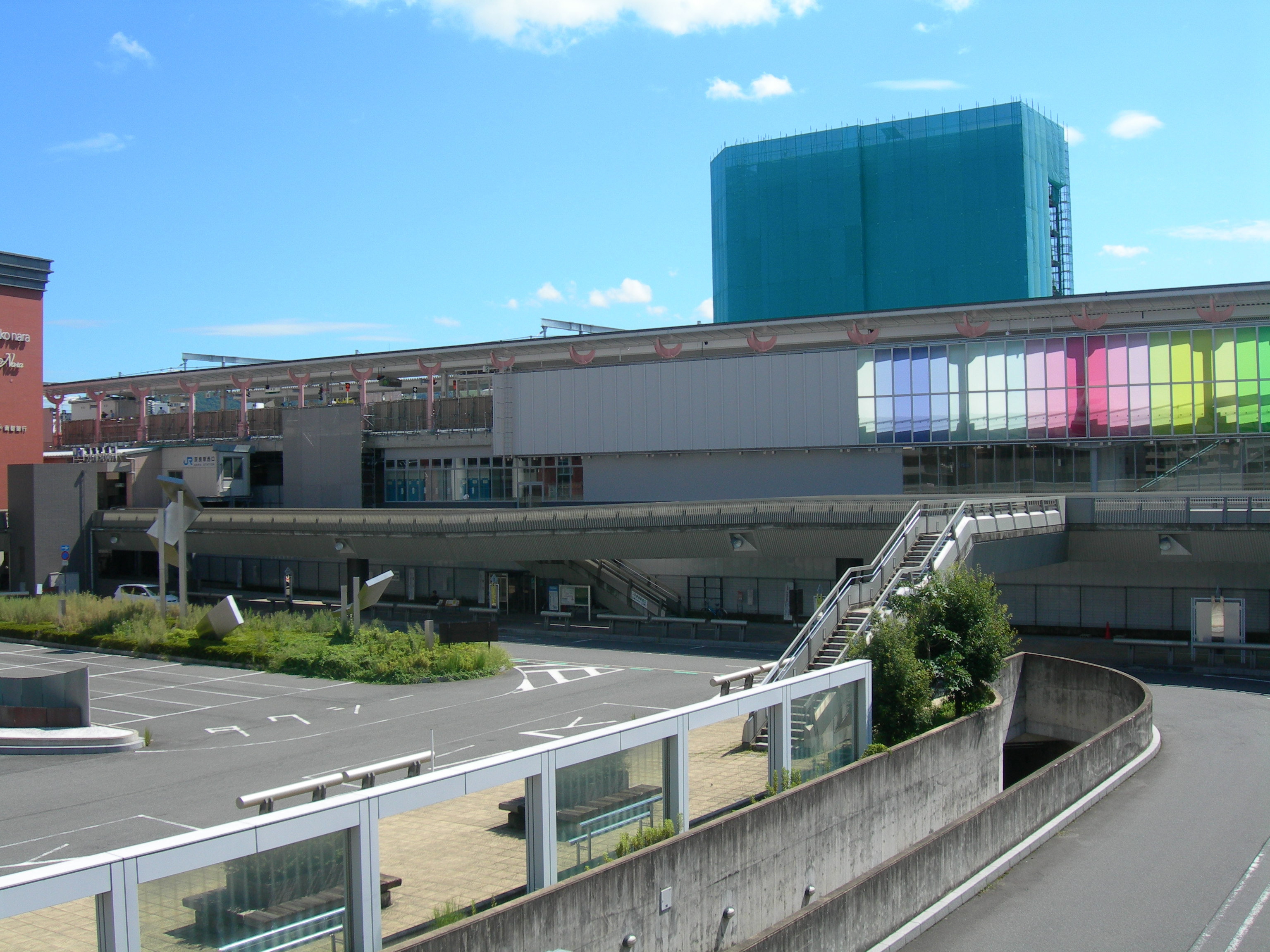
서쪽 출구

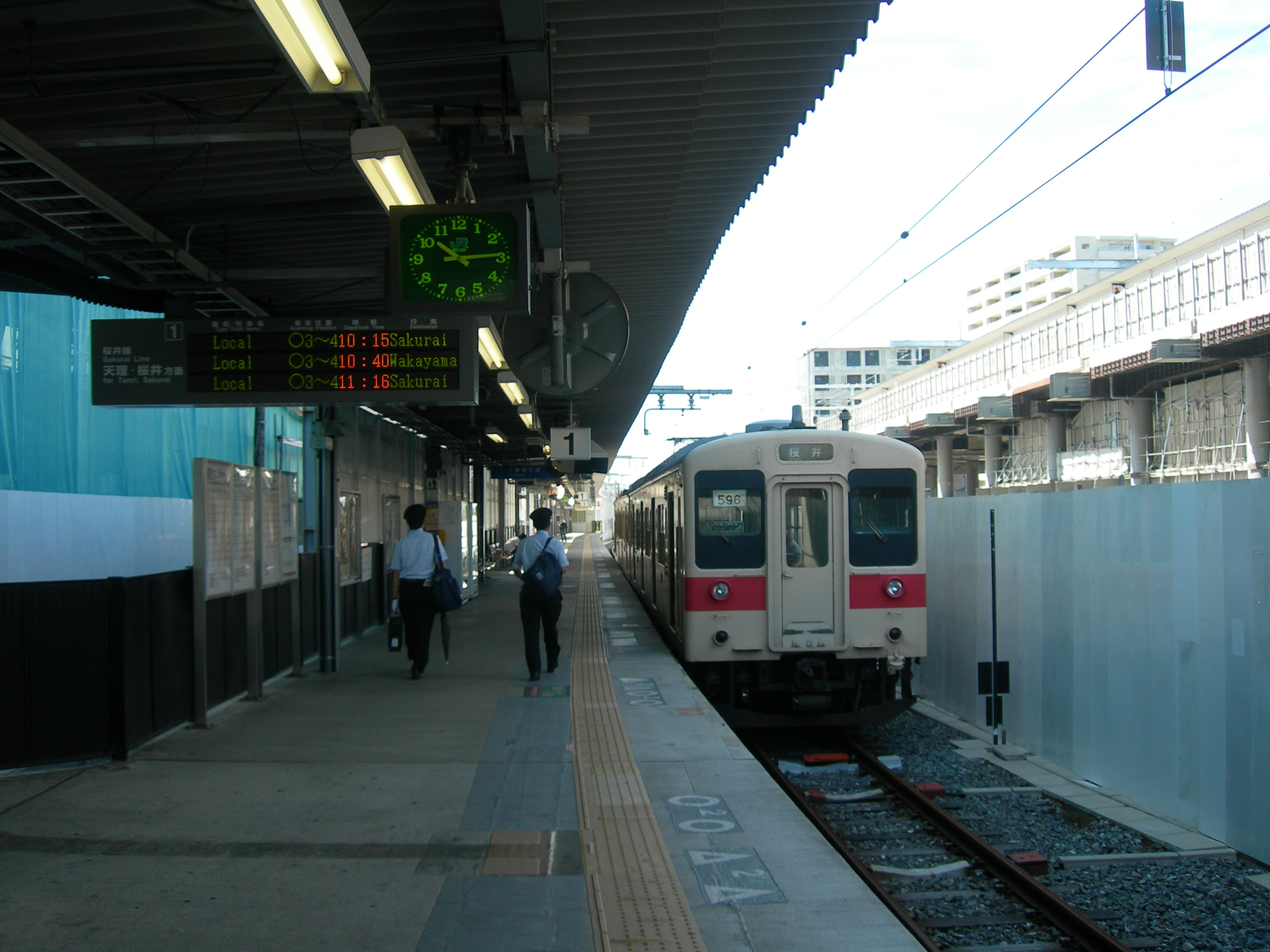
1번 승강장

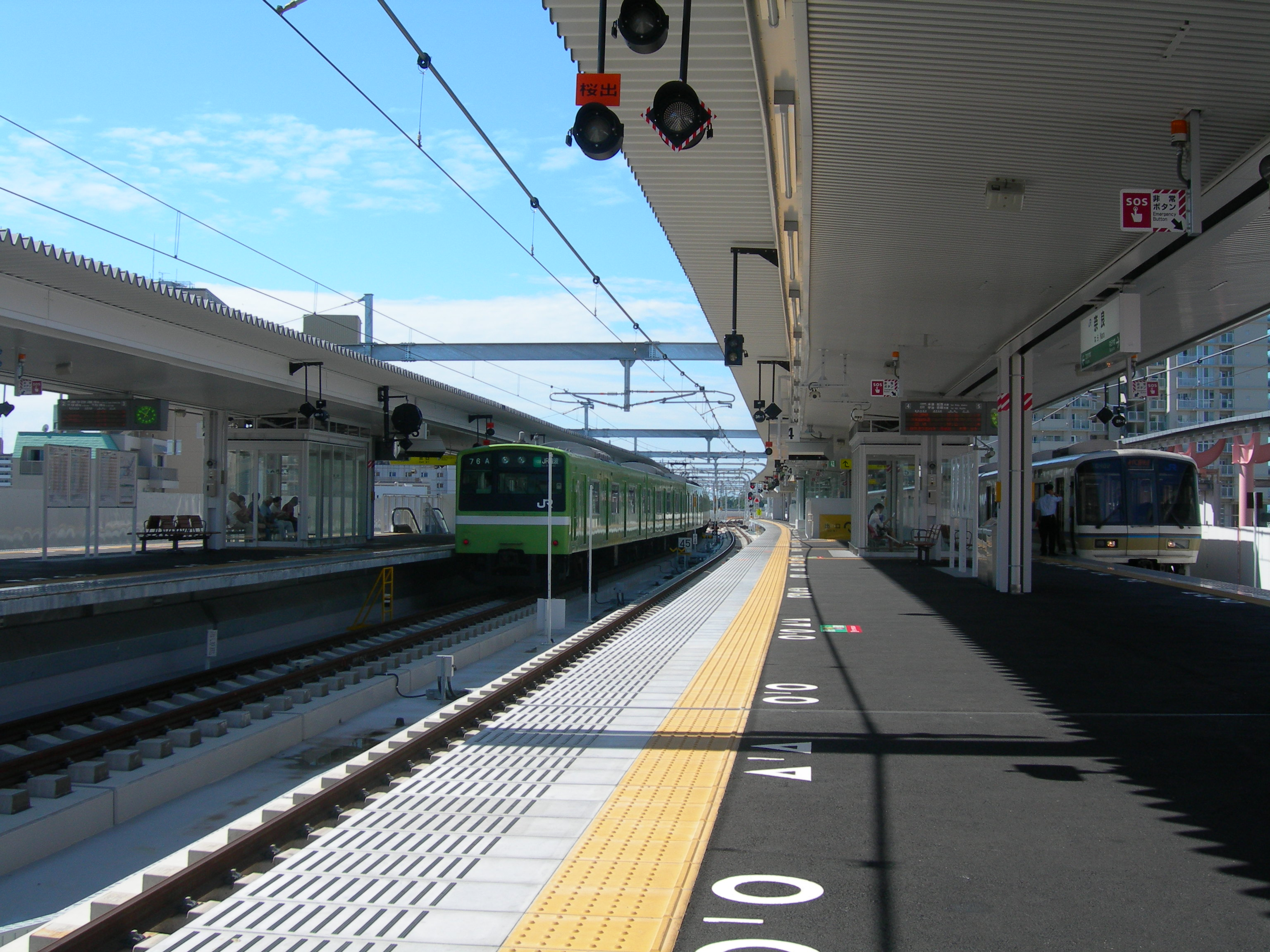
2 - 5번 승강장

3면 5선의 섬식 승강장이며, 개찰구는 동서쪽으로 2개소씩 있으며 동쪽은 지상, 서쪽은 고가 위에 있다.
| 1    | ■사쿠라이 선      | ■사쿠라이 선      | 덴리・미와・사쿠라이・다카다 방면 (와카야마 선)고조・와카야마 방면                          |
| 1    | ■야마토지 선      | (하행)            | 호류지・오지・덴노지・JR 난바・오사카 방면 (오사카히가시 선 경유) 기타신치・아마가사키 방면 |
| 2・3 | ■야마토지 선      | (하행)            | 호류지・오지・덴노지・JR 난바・오사카 방면 (오사카히가시 선 경유) 기타신치・아마가사키 방면 |
| 2・3 | ■나라 선          | ■나라 선          | 기즈・우지・교토 방면                                                                       |
| 2・3 | ■가타마치 선 직통 | ■가타마치 선 직통 | 마쓰이야마테・시조나와테 방면(조조 시간대에만 운전) * 평일에 한함                           |
| 4・5 | ■야마토지 선      | (상행)            | 기즈・가모 방면(아침 시발 열차의 일부만) (카모 환승) 이가우에노・가메야마・나고야 방면      |
| 4・5 | ■나라 선          | ■나라 선          | 기즈・우지・교토 방면                                                                       |
| 4・5 | ■가타마치 선 직통 | ■가타마치 선 직통 | 마쓰이야마테・시조나와테 방면(조조 시간대에만 운전) * 토요일, 일요일, 공휴일에 한함         |

## 인접역
| 서일본 여객철도 간사이 본선 | 서일본 여객철도 간사이 본선                            | 서일본 여객철도 간사이 본선       |
| --------------------------- | ------------------------------------------------------ | --------------------------------- |
| 나라야마 가모 방면          | ● 야마토지 선 ■ 야마토지 라이너                        | 호류지 덴노지·오사카 방면         |
| 나라야마 가모 방면          | ● 야마토지 선 ■ 야마토지 쾌속·■ 쾌속·■ 구간쾌속·■ 보통 | 고리야마 덴노지·오사카 방면       |
| 나라야마 가모 방면          | ●야마토지 선·●오사카히가시 선 ■ 직통 쾌속              | 고리야마 기타신치·아마가사키 방면 |
| 기즈 우지·교토 방면         | ● 나라 선 ■ 미야코지 쾌속·■ 쾌속                       | 시·종착역                         |
| 나라야마 우지·교토 방면     | ● 나라 선 ■ 구간쾌속·■ 보통                            | 시·종착역                         |
| 서일본 여객철도 사쿠라이 선 |                                                        |                                   |
| 시·종착역                   | ● 사쿠라이 선 ■ 쾌속 (정기 열차는 각역정차)·■ 보통     | 교바테 다카다·와카야마 방면       |

## 같이 보기
- 긴테쓰나라역